# Partielle Monosomie 9p
Die Partielle Monosomie 9p ist eine Krankheitsgruppe sehr seltener angeborener Erbgutveränderungen am Chromosom 9.
Synonym(e) sind: Partielle Monosomie 9p; Chromosom 9, partielle Deletion des kurzen Arms; Partielle Monosomie des kurzen Arms von Chromosom 9
Diese Gruppe umfasst Monosomie 9p, Mikrodeletionssyndrom 9p13 und Distale Monosomie 9p.

## Monosomie 9p
Die Monosomie 9p ist ein Dysmorphiesyndrom mit Gesichtsauffälligkeiten, Ptose, antimongoloide Augenstellung, Herzfehlern und Unterentwicklung des Genitales.
Synonyme: 9p-Syndrom; Alfi-Syndrom
Die Erstbeschreibung stammt aus dem Jahre 1973 durch den arabisch-US-amerikanischen Humangenetiker Omar S. Alfi und Mitarbeiter.
Die Ursache liegt in einer terminalen Deletion des kurzen Armes am Chromosom 9. Die Vererbung erfolgt autosomal-dominant.
Klinische Kriterien sind:
- Manifestation vorgeburtlich oder im Neugeborenenalter
- Manifestation im Säuglingsalter mit Brachy- und Trigonocephalie
- Gesichtsdysmorphie mit schmaler Stirn, auffallender Stirnnaht, zusammengewachsene und buschige Augenbrauen, mongoloide Lidachse, Epikanthus medialis, breite, eingesunkene Nase mit nach vorne weisenden Nasenlöchern, Hypertelorismus und scheinbarem Exophthalmus, langem Philtrum, kleinem Kinn, hohem Gaumen und dysplastischen Ohrmuscheln
- Choanalatresie
- kurzer, breiter Hals
- weit auseinander liegende Brustwarzen
- Skoliose, muskuläre Hypotonie
- Genitalfehlbildung mit Labienhypoplasie, Klitorishypertrophie, Kryptorchismus, Hypospadie
- Skelettauffälligkeiten mit auffallend langen Mittelphalangen und zusätzlichen Beugefalten, Klumpfuß, Mesomelie am Arm oder postaxiale Hexadaktylie
- Herzfehler
- Krämpfe
- ausgeprägte Entwicklungsretardierung

Hinzu können Gaumenspalte, Zwerchfellhernie, Nieren- oder Wirbelfehlbildungen, singuläre Nabelarterie oder Omphalozele kommen.
Das klinisch Bild ähnelt der Distalen Monosomie 3p (3P-Syndrom) und dem WAGR-Syndrom.

## Mikrodeletionssyndrom 9p13
Das Mikrodeletionssyndrom 9p13 ist eine seltene Chromosomenaberration am kurzen Arm des Chromosom 9 mit Entwicklungsverzögerung, Tremor (Zittern) der Hand, Myoklonien und Aufmerksamkeitsdefizit-/Hyperaktivitätsstörung.
Synonyme: Del(9)(p13); Monosomie 9p13
Klinische Kriterien sind zusätzlich:
- Bruxismus (Zähneknirschen)
- Kleinwuchs
- Gesichtsdysmorphie wie epikantische Falten beidseits, breiter, flacher Nasenrücken, nach vorne weisende Nasenlöcher, tief ansetzende Ohrmuscheln, Mikro- oder Retrognathie

## Distale Monosomie 9p
Die Distale Monosomie 9p ist eine seltene Chromosomenaberration am kurzen Arm des Chromosom 9 mit sehr unterschiedlichem Erscheinungsbild.
Synonym: Monosomie 9pter
Klinische Kriterien sind:
- Intelligenzminderung
- Gesichtsdysmorphie mit Trigonozephalie, schräg verlaufender Lidspalte, flacher Überaugenwulst
- an den Zehen lange Mittelphalangen und kurze Endglieder

Häufig kommen Fehlbildungen am Urogenitaltrakt hinzu wie Kryptorchismus, Hypospadie, Intersexualität oder Gonadendysgenesie (Gonadendysgenesie, 46, XY-Typ).
Selten kann zusätzlich eine Angeborene Hypothyreose oder Herzfehler hinzukommen.
Das Risiko für ein Gonadoblastom ist erhöht.